# مرکز درمانی ارتشی بروک

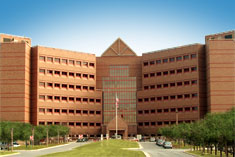

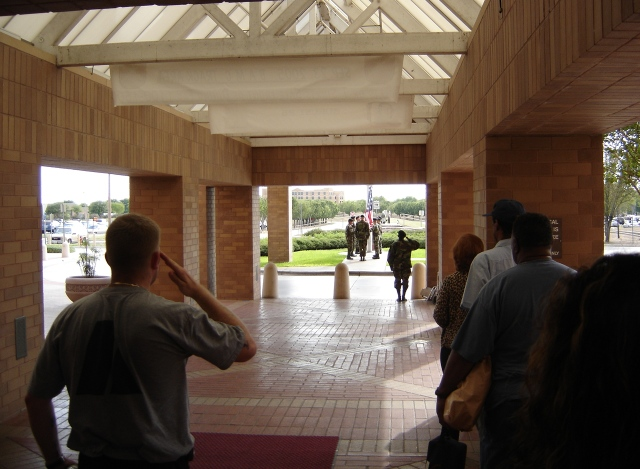
درب ورودی اصلی مرکز. سربازان در حال اجرای مراسم روزانهٔ احترام به پرچم آمریکا می‌باشند.

مرکز درمانی ارتشی بروک (به انگلیسی: Brooke Army Medical Center) مشهور به BAMC، تأسیس ۱۸۷۹، واقع در سن آنتونیو در تگزاس از بیمارستانهای بزرگ ارتش ایالات متحده آمریکاست.
این پایگاه در مجاورت پایگاه سام هیوستون قرار دارد.

## تخصص‌ها
تخصصها و بخش‌های موجود در این بیمارستان ۴۵۰ تخت خوابی تماماً در اختیار نیروهای مسلح ایالات متحده آمریکا می‌باشد.
همچنین از نظر بالینی، این مرکز با مرکز علوم درمانی دانشگاه تگزاس در سن آنتونیو برنامه و پروژه‌های مشترک پژوهشی-آموزشی فراوانی دارد.